# 頭目棋
頭目棋，是福建漳州高山族的兩人傳統棋類，吃法為夾擔棋遊戲，有類似中國象棋的九宮。

## 棋具

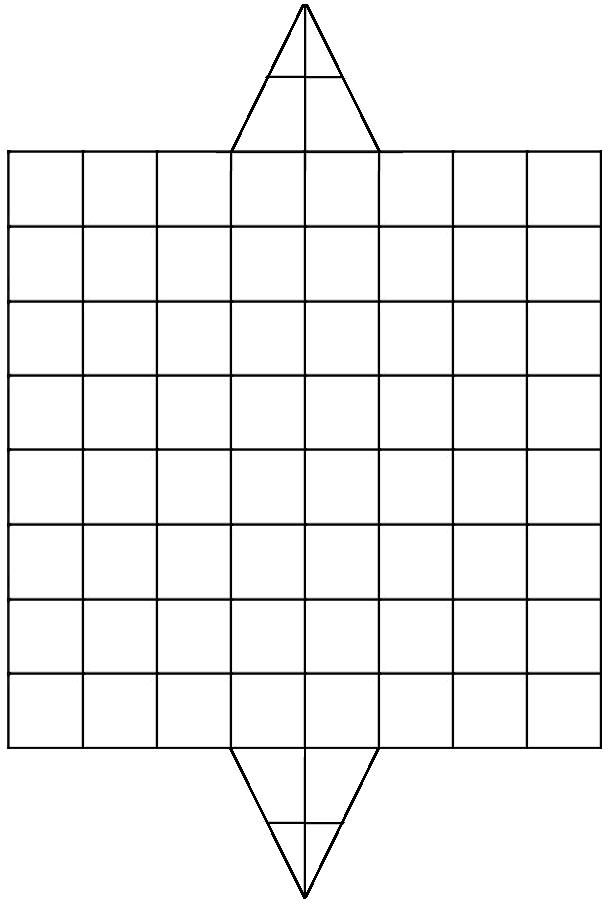
頭目棋棋盤

- 棋盤為九橫九豎的橫縱線交叉，兩對邊中間三點再往往外連結一個內畫十字的三角形，該區稱為村寨。共89個棋點。

- 每方有九枚棋子稱為卒、一枚棋子稱為王，以顏色區分敵我。

## 棋規
- 初始佈置，每方九枚卒置於己方底橫行，王放在三角形的中間。
- 每方輪流移動一枚己棋。
  - 王沿線一格至空位處，只能在己側村寨的七個點移動。
  - 卒沿縱線任意步，不得越子或轉彎。當行棋時主動排成以下兩種排列之一就把該些敵子移除。
    - 夾：兩枚己卒在同線上夾住一枚敵卒，形成三子連線。
    - 挑：一枚己卒至同線上兩枚敵卒的中間，形成三子連線。

- 以讓敵王不能移動獲勝。[1]